# Imoh Ezekiel
Imoh Ezekiel (Lagos, 24 ottobre 1993) è un calciatore nigeriano, attaccante del Lalitpur City.

## Caratteristiche tecniche
Agile con il pallone tra i piedi grazie al suo fisico brevilineo, in patria è stato paragonato più volte al suo connazionale Obafemi Martins.

## Carriera

### Club
Imoh Ezekiel inizia a dare i primi calci ad un pallone fin da piccolissimo, quando militava nell'accademia del 36 Lions, squadra di seconda divisione nigeriana.
Dopo anni trascorsi in patria il suo cartellino viene acquistato, in prestito, dallo Standard Liegi nel 2011; debutta ufficialmente in prima squadra l'anno seguente, in occasione del match di campionato con lo Zulte Waregem subentrando dalla panchina. Il 6 maggio 2012 realizza la sua prima rete nella  Jupiler League, con la maglia dei Les Rouches, durante la partita giocata contro il Genk. Nel 2014-15 va in prestito all'Al-Arabi Sports Club con cui gioca 14 partite segnando 6 gol. Nel 2015 torna allo Standard Liegi. Colleziona con il club belga ben 92 presenze e 35 gol in campionato dal 2012 al 2015.
Nel 2015 passa al Royal Sporting Club Anderlecht.

### Nazionale
Riceve la sua prima convocazione in nazionale nel febbraio del 2014. Disputa la sua prima ed unica partita con i colori del proprio paese il 6 marzo 2014, subentrando a Victor Moses durante un'amichevole contro il Messico.

## Statistiche

### Cronologia presenze e reti in nazionale
| Cronologia completa delle presenze e delle reti in nazionale ― Nigeria | Cronologia completa delle presenze e delle reti in nazionale ― Nigeria | Cronologia completa delle presenze e delle reti in nazionale ― Nigeria | Cronologia completa delle presenze e delle reti in nazionale ― Nigeria | Cronologia completa delle presenze e delle reti in nazionale ― Nigeria | Cronologia completa delle presenze e delle reti in nazionale ― Nigeria | Cronologia completa delle presenze e delle reti in nazionale ― Nigeria | Cronologia completa delle presenze e delle reti in nazionale ― Nigeria |
| Data                                                                   | Città                                                                  | In casa                                                                | Risultato                                                              | Ospiti                                                                 | Competizione                                                           | Reti                                                                   | Note                                                                   |
| ---------------------------------------------------------------------- | ---------------------------------------------------------------------- | ---------------------------------------------------------------------- | ---------------------------------------------------------------------- | ---------------------------------------------------------------------- | ---------------------------------------------------------------------- | ---------------------------------------------------------------------- | ---------------------------------------------------------------------- |
| 6-3-2014                                                               | Atlanta                                                                | Messico                                                                | 0 – 0                                                                  | Nigeria                                                                | Amichevole                                                             | -                                                                      | 71’                                                                    |
| Totale                                                                 |                                                                        | Presenze                                                               | 1                                                                      |                                                                        | Reti                                                                   | 0                                                                      |                                                                        |

## Palmarès

### Club

#### Competizioni nazionali
- Super League (Nepal): 2

Lalitpur City: 2023, 2025

### Nazionale
- Bronzo olimpico: 1

Rio de Janeiro 2016

### Individuale
- Capocannoniere della Nepal Super league: 1

2023